# 타나카 미나미
타나카 미나미(일본어: 田中 美海 다나카 미나미[*], 1996년 1월 22일 ~ )는 일본 카나가와 출신의 여성 성우이다. 81프로듀스 소속이다. 신장은 156cm이고, 혈액형은 A형이다. 별명은 미냐미이다.

## 약력
2012년이 개최된 avex X 81produce 「Wake Up, Girls! AUDITION」 제2회 애니송 보컬 오디션에 합격했다.
동시수상한 멤버 7명은 성우유닛 「Wake Up, Girls!」을 결성하여 활동을 개시했다.
2015년, 제9회 성우어워드 특별상을 Wake Up, Girls!로 수상. 2017년에는 제11회 성우 어워드에서 신인여우상을 수상하였다.
2019년, 성우이벤트 출연수 랭킹 총합 1위를 기록했다.
2020년, 본인 담당의 방송 "미나미 ✿아라모드" 방송에서, 2020년 1월 19일, 게스트:미나미가 미나미✿아・라・모드#5에 아버지와 출연했다. 아버지는 요리경력 30년 이상이다.

## 인물
성우를 지망한 계기는 초등학생 시절 애니메이션 엔딩 크레딧에 나오는 이름을 본 뒤, 애니메이션에서 나오는 목소리는 사람이 하는 것을 알게 되어, 성우에 눈을 뜨게 되었다.
성우가 되기 위해서, 중학생 때는 연극부를, 고등학생 때는 방송부에 속하였다.
자동차면허를 보유 중이다.

## 출연 영화

### 애니메이션 시리즈
- DRAMAtical Murder
- Wake Up, Girls!
- 하나야마타
- 프리파라
- 하마토라
- 암살교실
- 마법소녀 따위 이제 됐으니까.
- 하이 스쿨 플릿
- 작열의 탁구소녀
- 아이돌타임 프리파라
- 카케구루이
- 좀비랜드 사가
- 카케구루이
- 이세계 치트 마술사
- 사신 짱 드롭킥
- 키랏토 프리☆챤
- 슬라임을 잡으면서 300년, 모르는 사이에 레벨 MAX가 되었습니다
- 구울 거면 머그컵도
- 좀비랜드 사가
- 달이 이끄는 이세계 여행
- 터무니없는 전사 무테킹

### 비디오 게임
- 페이트/그랜드 오더
- 소녀전선
- 그랑블루 판타지
- 망가 타임 키라라
- 유우키 유우나는 용자다
- 온센무스메
- 퍼니싱: 그레이 레이븐
- 명일방주
- 마기아 레코드 마법소녀 마도카☆마기카 외전
- 블루 아카이브
- 월희

### 더빙
- 니나 도브레브